# Mieczysław Inglot
Mieczysław Stefan Inglot (ur. 11 stycznia 1931 we Lwowie, zm. 24 marca 2019 we Wrocławiu) – polski historyk literatury, profesor nauk humanistycznych, badacz literatury romantyzmu.

## Życiorys
Był synem prof. Stefana Inglota i Mieczysławy, z d. Rozehnal. W okresie II wojny światowej przebywał we Lwowie, a od 1942 w Albigowej, gdzie rozpoczął naukę na tajnych kompletach. Po wojnie został uczniem IV Liceum i Gimnazjum im. Henryka Sienkiewicza w Krakowie, maturę zdał w 1949 i w tym samym roku rozpoczął studia polonistyczne na Uniwersytecie Jagiellońskim, które ukończył w 1954. Następnie podjął na UJ studia aspiranckie. W 1957 został pracownikiem Katedry Literatury Polskiej Uniwersytetu Wrocławskiego, początkowo jako starszy asystent, następnie adiunkt. W 1959 obronił na UJ pracę doktorską Poglądy literackie koterii petersburskiej w latach 1841–1843 napisaną pod kierunkiem Kazimierza Wyki (opublikowaną w 1961). W 1965 otrzymał na UWr stopień doktora habilitowanego na podstawie pracy Polskie czasopisma literackie ziem litewsko-ruskich w latach 1832–1851 i w 1966 otrzymał stanowisko docenta. Od 1972 kierował Zakładem Nauczania Języka i Literatury Polskiej (następnie Zakładem Metodyki Nauczania Języka i Literatury Polskiej) w Instytucie Filologii Polskiej UWr. W 1976 został mianowany profesorem nadzwyczajnym, w 1984 profesorem zwyczajnym w zakresie nauk humanistycznych.
W latach 1966–1969 wykładał także w Wyższej Szkole Pedagogicznej w Opolu. Pracował również w Katedrze Dziennikarstwa i Komunikacji Społecznej w Wyższej Szkole Zarządzania „Edukacja” we Wrocławiu oraz Katedrze Filologii w Wyższej Szkole Zarządzania Marketingowego i Języków Obcych w Katowicach.
W latach 1972–1987 był członkiem Zarządu Głównego Towarzystwa im. Marii Konopnickiej, od 1957 należał do Towarzystwa Literackiego im. Adama Mickiewicza, w latach 1966–1987 był prezesem Oddziału Wrocławskiego, od 1981 także przewodniczącym Komisji Rewizyjnej Towarzystwa. Od 1966 należał do Wrocławskiego Towarzystwa Naukowego, a od 1992 jego wiceprezesem.
Od 1973 do 1990 współpracował z wrocławskim oddziałem Instytutu Kształcenia Nauczycieli i Badań Oświatowych, od 1974 przewodniczącym Okręgowego Komitetu Olimpiady Literatury i Języka Polskiego we Wrocławiu. W latach 1975–1990 był członkiem Rady Naukowej Biblioteki Zakładu Narodowego im. Ossolińskich, w tym w latach 1981–1984 jej przewodniczącym, w latach 1987–1990 wiceprzewodniczącym.
W latach 1981–1983, 1987–1990 i 2000–2003 był członkiem Komitetu Nauk o Literaturze Polskiej Akademii Nauk, w latach 1976–1986 członkiem Komisji Historii Prasy przy Komitecie Nauk Historycznych PAN.
W latach 1978–1984 był radnym Dzielnicowej Rady Narodowej Wrocław-Stare Miasto.

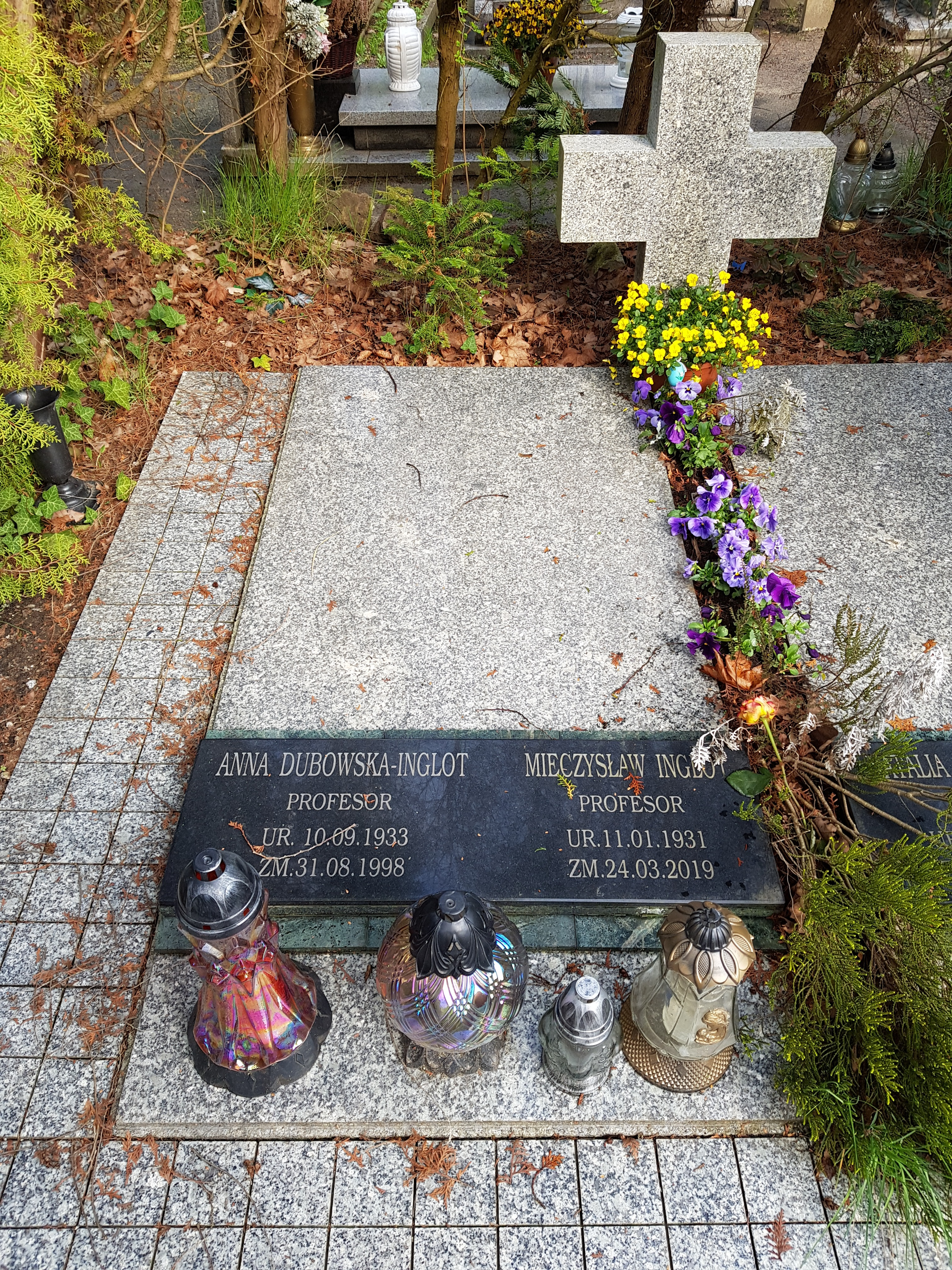
Grób prof. Mieczysława Inglota i jego żony, prof. Anny Dubowskiej-Inglot na Cmentarzu Grabiszyńskim we Wrocławiu

W 1957 ożenił się z Anną Dubowską.

## Twórczość

### Prace o literaturze
- Poglądy literackie koterii petersburskiej w latach 1841–1843 (1961)
- „Bałamut Petersburski” 1830–1836. Zarys monografii czasopisma (1962)
- Polskie czasopisma literackie ziem litewsko-ruskich w latach 1832–1851 (1966)
- Myśl historyczna w „Kordianie" (1973)
- Komedie Aleksandra Fredry. Literatura i teatr (1978)
- „Zemsta” Aleksandra Fredry (1983) – w serii Biblioteka Analiz Literackich
- Norwid. Z dziejów recepcji twórczości (1983 – wybór tekstów, opracowanie i wstęp
- „Śluby panieńskie” Aleksandra Fredry (1986) – w serii Biblioteka Analiz Literackich
- Świat komedii fredrowskich (1986)
- Wyobraźnia poetycka Norwida (1988)
- Cyprian Norwid (1991)
- Kordian (1993) – w serii Biblioteka Analiz Literackich
- Polska kultura literacka Lwowa lat 1939–1941. Ze Lwowa i o Lwowie. Lata sowieckiej okupacji w poezji polskiej. Antologia utworów poetyckich w wyborze (1995)
- Między romantyzmem a współczesnością. Poezja w szkole – od Adama Mickiewicza do Wisławy Szymborskiej (1997)
- Postać Żyda w literaturze polskiej lat 1822–1864 (1999)
- Wieszcz i pomniki. W kręgu XIX- i XX-wiecznej recepcji dzieł Adama Mickiewicza (1999)
- Nie tylko o „Kordianie”. Studia nad twórczością Juliusza Słowackiego (2002)
- Kawalkada. Dowcipy i anegdoty obyczajowe, polityczne i różnotematyczne (2005)
- Romantyczne konteksty twórczości Witolda Gombrowicza (2006)

### Prace o metodyce nauczania
- Problematyka nauczania języka i literatury polskiej (1977)
- Kształtowanie świadomości literackiej uczniów (1979)

### Prace redakcyjne
Dla serii Biblioteka Narodowa opracował:
- Seweryn Goszczyński Król zamczyska (1961)
- Juliusz Słowacki Fantazy (1966)
- Aleksander Fredro Zemsta (1967)
- Aleksander Fredro Śluby panieńskie (1972)
- Juliusz Słowacki Kordian (1974)
- Juliusz Słowacki Balladyna (1976)
- Aleksander Fredro Dożywocie (1981)

Poza tą serią opracował także:
- Aleksander Fredro Pan Geldhab. Komedia w 3 aktach, wierszem (1984)
- Zygmunt Krasiński Nie-Boska komedia (1989)
- Cyprian Kamil Norwid Wiersze wybrane (1991)
- Cyprian Kamil Norwid Promethidion. Rzecz o dwóch dialogach z epilogiem (1995)

## Odznaczenia
- Krzyż Komandorski Orderu Odrodzenia Polski (2017)[6]
- Krzyż Kawalerski Orderu Odrodzenia Polski (1978)[3][1]
- Medal Komisji Edukacji Narodowej (1976)[3][1]
- Medal Budowniczego Miasta Wrocławia[1]